# AP-36 (Spanje)
De autopista AP-36 is een snelweg in Spanje ten zuiden van Madrid. De weg is in concessie (vergunning) gegeven aan het bedrijf Cintra, voor het gebruik van de weg moet tol betaald worden. 
Hij verbindt de N-400, autovía A-4 en de autovía R-4 bij Ocaña met de autovía A-31 bij La Roda. Hij volgt de route van de N-301. Er zijn aansluitingen met de N-420 en de N-310. De AP-36 is in juli 2006 geopend.